# Елисавета (име)
Вижте пояснителната страница за други значения на Елисавета.
Елисавета (Elizabeth) е гръцката редакция на име, идващо от еврейското Elisheva и означава „Богът е моето изобилие“, „Богът е моята клетва“, „Покой в Бога“ или „Аз съм Божия дъщеря“.
Използва се често в християнския свят, тъй като Елисавета се е наричала майката на св. Йоан Кръстител.